# Hindeodus
Hindeodus – wymarły rodzaj z gromady konodontów odnaleziony w Meishan w Changxing County w Zhejiang w Chinach. Żył na przełomie permu i triasu (ind).